# OTB Open
OTB Open – kobiecy oraz męski turniej tenisowy wchodzący w skład rozgrywek WTA Tour oraz ATP World Tour, rozgrywany są na kortach twardych w Schenectady.
Panie rywalizowały w latach 1985–1994. W 1987 został po raz pierwszy zorganizowany turniej mężczyzn, który również trwał do 1994 roku.

## Mecze finałowe

### gra pojedyncza mężczyzn
| Rok  | Zwycięzca       | Finalista      | Wynik            |
| 1994 | Jacco Eltingh   | Chuck Adams    | 6:3, 6:4         |
| 1993 | Thomas Enqvist  | Brett Steven   | 4:6, 6:3, 7:6(0) |
| 1992 | Wayne Ferreira  | Jamie Morgan   | 6:2, 6:7(5), 6:2 |
| 1991 | Michael Stich   | Emilio Sánchez | 6:2, 6:4         |
| 1990 | Ramesh Krishnan | Kelly Evernden | 6:1, 6:1         |
| 1989 | Simon Youl      | Scott Davis    | 2:6, 6:4, 6:4    |
| 1988 | Tim Mayotte     | Johan Kriek    | 5:7, 6:3, 6:2    |
| 1987 | Jaime Yzaga     | Jim Pugh       | 0:6, 7:6, 6:1    |

### gra podwójna mężczyzn
| Rok  | Zwycięzcy                         | Finaliści                     | Wynik         |
| 1994 | Jan Apell Jonas Björkman          | Jacco Eltingh Paul Haarhuis   | 6:4, 7:6      |
| 1993 | Bernd Karbacher Andriej Olchowski | Byron Black Brett Steven      | 2:6, 7:6, 6:1 |
| 1992 | Jacco Eltingh Paul Haarhuis       | Sergio Casal Emilio Sánchez   | 6:3, 6:4      |
| 1991 | Javier Sánchez Todd Woodbridge    | Andrés Gómez Emilio Sánchez   | 3:6, 7:6, 7:6 |
| 1990 | Richard Fromberg Brad Pearce      | Brian Garrow Sven Salumaa     | 6:2, 3:6, 7:6 |
| 1989 | Scott Davis Broderick Dyke        | Brad Pearce Byron Talbot      | 2:6, 6:4, 6:4 |
| 1988 | Alexander Mronz Greg Van Emburgh  | Paul Annacone Patrick McEnroe | 6:3, 6:7, 7:5 |
| 1987 | Gary Donnelly Gary Muller         | Brad Pearce Jim Pugh          | 7:6, 6:2      |

### gra pojedyncza kobiet
| Rok  | Zwyciężczynie      | Finalistki          | Wynik         |
| 1994 | Judith Wiesner     | Łarysa Sawczenko    | 7:5, 3:6, 6:4 |
| 1993 | Łarysa Sawczenko   | Natalija Medwediewa | 6:3, 7:5      |
| 1992 | Barbara Rittner    | Brenda Schultz      | 7:6(3), 6:3   |
| 1991 | Brenda Schultz     | Alexia Dechaume     | 7:6(5), 6:2   |
| 1990 | Anke Huber         | Marianne Werdel     | 6:1, 5:7, 6:4 |
| 1989 | Laura Gildemeister | Marianne Werdel     | 6:4, 6:3      |
| 1988 | Gretchen Magers    | Terry Phelps        | 7:6, 6:4      |
| 1987 | Camille Benjamin   | Vicki Nelson-Dunbar | 6:2, 6:3      |
| 1986 | Luciana Corsato    | Jennifer Fuchs      | 6:0, 6:4      |
| 1985 | Linda Gates        | Jennifer Goodling   | 6:1, 6:1      |

### gra podwójna kobiet
| Rok  | Zwyciężczynie                     | Finalistki                        | Wynik         |
| 1994 | Meredith McGrath Łarysa Sawczenko | Pam Shriver Elizabeth Smylie      | 6:2, 6:2      |
| 1993 | Rachel McQuillan Claudia Porwik   | Florencia Labat Barbara Rittner   | 4:6, 6:4, 6:2 |
| 1992 | Alexia Dechaume Florencia Labat   | Ginger Helgeson Shannan McCarthy  | 6:3, 1:6, 6:2 |
| 1991 | Rachel McQuillan Claudia Porwik   | Nicole Arendt Shannan McCarthy    | 6:2, 6:4      |
| 1990 | Alysia May Nana Miyagi            | Linda Ferrando Wiltrud Probst     | 6:4, 5:7, 6:3 |
| 1989 | Michelle Jaggard Hu Na            | Sandra Birch Debbie Graham        | 6:3, 6:2      |
| 1988 | Ann Henricksson Julie Richardson  | Lea Antonoplis Cammy MacGregor    | 6:3, 3:6, 7:5 |
| 1987 | Jennifer Goodling Wendy Wood      | Patricia Medrado Claudia Monteiro | 5:7, 6:2, 6:3 |
| 1986 | Laura Glitz Jennifer Goodling     | Jennifer Fuchs Dena Levy          | 6:3, 3:6, 6:0 |
| 1985 | Linda Gates Lynn Lewis            | Cecilia Fernández Helena Manset   | 7:6, 6:4      |